# 艾爾河
艾爾河（法語：Aire，發音：[ɛʁ] ⓘ）是法國的河流，位於該國北部，屬於埃纳河的右支流，河道全長126公里，流域面積1,043平方公里，發源自艾尔河畔圣欧班附近，最終注入泰尔姆，平均流量每秒13立方米。

## 外部連結
- Sandre数据库中的艾爾河